# Klaus Briegleb
 (décembre 2021).
Si vous disposez d'ouvrages ou d'articles de référence ou si vous connaissez des sites web de qualité traitant du thème abordé ici, merci de compléter l'article en donnant les références utiles à sa vérifiabilité et en les liant à la section « Notes et références ».
Klaus Briegleb, né le 21 janvier 1932 à Piława Górna et mort le 3 octobre 2024 à Berlin, est un historien de la littérature allemand et professeur émérite à l'université de Hambourg. 
Essayiste, il est également l'éditeur des œuvres de Heinrich Heine aux éditions Hanser (1975-1985). Ses travaux ont porté notamment sur Friedrich Schlegel, Gotthold Ephraim Lessing, la littérature antiautoritaire de 68. Durant les années 1970, il a eu pour élève le philosophe Peter Sloterdijk.

## Publications (titres originaux)
- Ästhetische Sittlichkeit. Versuch über Friedrich Schlegels Systementwurf zur Begründung der Dichtungskritik, Tübingen : M. Niemeyer, 1962.
- Lessings Anfänge, 1742-1746, zur Grundlegung kritischer Sprachdemokratie, Frankfurt am Main, Athenäum, [1971]
- Opfer Heine? Versuch über Schriftzüge der Revolution, Suhrkamp, « Taschenbuch wissenschaft », 1986.
- Unmittelbar zur Epoche des NS-Faschismus. Arbeiten zur politischen Philologie 1978–1988, Suhrkamp, « Taschenbuch wissenschaft », 1989.
- 1968. Literatur in der antiautoritären Bewegung, Suhrkamp, 1993.
- (éd.) Heinrich Heine, Neue Melodien spiel ich Gedichte, Suhrkamp, Insel Bücherei, 1997
- (éd.) Heinrich Heine, Sämtliche Gedichte in zeitlicher, Suhrkamp, Folge Leinen, 1993.
- Missachtung und Tabu : eine Streitschrift über die Frage : "wie antisemitisch war die Gruppe 47 ?", Berlin : Philo, 2003.